# Cantone di Vannes-Est
Il Cantone di Vannes-Est era una divisione amministrativa dell'arrondissement di Vannes.
È stato soppresso a seguito della riforma complessiva dei cantoni del 2014, che è entrata in vigore con le elezioni dipartimentali del 2015.
Comprendeva parte della città di Vannes e i comuni di:
- Le Hézo
- Noyalo
- Saint-Avé
- Séné
- Surzur
- Theix
- La Trinité-Surzur